# Paul Buschenhagen
Paul Buschenhagen (Berlín, 14 de setembre de 1904 - Berlín, 18 d'octubre de 1993) fou un ciclista alemany, professional des del 1926 fins al 1934. Es va especialitzar en el ciclisme en pista concretament a les curses de sis dies, de les quals en va guanyar cinc.

## Palmarès en pista
- 1929
  - 1r als Sis dies de Stuttgart (amb Piet van Kempen)
- 1930
  - 1r als Sis dies de Berlín (amb Piet van Kempen)
  - 1r als Sis dies de Breslau (amb Piet van Kempen)
  - 1r als Sis dies de Brussel·les (amb Piet van Kempen)
- 1933
  - 1r als Sis dies de Dortmund (amb Adolf Schön)